# 泰奥拉
泰奥拉（義大利語：Teora），是意大利阿韦利诺省的一个市镇。总面积23平方公里，人口1576人，人口密度68.5人/平方公里（2009年）。ISTAT代码为064108。